# العلاقات الآيسلندية الإندونيسية
العلاقات الآيسلندية الإندونيسية هي العلاقات الثنائية التي تجمع بين آيسلندا وإندونيسيا.

## مقارنة بين البلدين
هذه مقارنة عامة ومرجعية للدولتين:
| وجه المقارنة                                              | آيسلندا          | إندونيسيا         |
| --------------------------------------------------------- | ---------------- | ----------------- |
| المساحة (كم2)                                             | 103.00 ألف       | 1.90 مليون        |
| عدد السكان (نسمة)                                         | 317.35 ألف       | 263.99 مليون      |
| الكثافة السكانية (ن./كم²)                                 | 3.08             | 138.94            |
| العاصمة                                                   | ريكيافيك         | جاكرتا            |
| اللغة الرسمية                                             | اللغة الآيسلندية | اللغة الإندونيسية |
| العملة                                                    | كرونة آيسلندية   | روبية إندونيسية   |
| الناتج المحلي الإجمالي (بليون دولار)                      | 23.91 مليار      | 1.02 تريليون      |
| الناتج المحلي الإجمالي (تعادل القوة الشرائية) بليون دولار | 15.79 مليار      | 2.85 تريليون      |
| الناتج المحلي الإجمالي الاسمي للفرد دولار أمريكي          | 50.17 ألف        | 3.35 ألف          |
| الناتج المحلي الإجمالي للفرد دولار أمريكي                 | 46.55 ألف        | 10.52 ألف         |
| مؤشر التنمية البشرية                                      | 0.899            | 0.684             |
| رمز المكالمات الدولي                                      | +354             | +62               |
| رمز الإنترنت                                              | .is              | .id               |
| المنطقة الزمنية                                           | 00، أوروبا/لندن ‏ |                   |

## منظمات دولية مشتركة
يشترك البلدان في عضوية مجموعة من المنظمات الدولية، منها:
| علم المنظمة | اسم المنظمة                               | تاريخ انضمام آيسلندا | تاريخ انضمام إندونيسيا |
| ----------- | ----------------------------------------- | -------------------- | ---------------------- |
|             | مؤسسة التنمية الدولية                     | 19 مايو 1961         | 20 أغسطس 1968          |
|             | يونسكو                                    | 8 يونيو 1964         | 27 مايو 1950           |
|             | وكالة ضمان الاستثمار متعدد الأطراف        | 25 سبتمبر 1998       | 12 أبريل 1988          |
|             | الأمم المتحدة                             | 19 نوفمبر 1946       | 28 سبتمبر 1950         |
|             | الفريق المعني برصد الأرض                  | ?                    | ?                      |
|             | الاتحاد البريدي العالمي                   | ?                    | ?                      |
|             | البنك الدولي للإنشاء والتعمير             | 27 ديسمبر 1945       | 13 أبريل 1967          |
|             | المنظمة الهيدروغرافية الدولية             | ?                    | ?                      |
|             | الاتحاد الدولي للاتصالات                  | 1 أكتوبر 1906        | 1949                   |
|             | منظمة حظر الأسلحة الكيميائية              | ?                    | ?                      |
|             | مؤسسة التمويل الدولية                     | 20 يوليو 1956        | 23 أبريل 1968          |
|             | المركز الدولي لتسوية المنازعات الاستشارية | 14 أكتوبر 1966       | 28 أكتوبر 1968         |
|             | منظمة التجارة العالمية                    | ?                    | ?                      |
|             | منظمة الشرطة الجنائية الدولية             | ?                    | 5 أكتوبر 1954          |

## وصلات خارجية
- موقع وزارة الخارجية الآيسلندية
- موقع وزارة الخارجية الإندونيسية